# Лобаничани
Лобаничани (на гръцки: Άγιοδημητριώτες, Агиодимитриотес) са жителите на село Лобаница (Агиос Димитриос), Гърция. Това е списък на най-известните от тях.

## Родени в Лобаница
А — Б — В — Г — Д –
Е — Ж — З — И — Й —
К — Л — М — Н — О —
П — Р — С — Т — У —
Ф — Х — Ц — Ч — Ш —
Щ — Ю — Я

### А
- Андон Юруков (1874 – 1962), български революционер, македоно-одрински опълченец, Сборна партизанска рота на МОО
- Андрей Гульов (Ανδρέας Γούλιας), гръцки андартски деец, четник[1]
- Атанас Ангеловски (р. 1928), гръцки партизанин и деец на НОФ
- Атанас Иванов Георгиев (1908 – ?), емигрант в България, член на БКМС от 1923, на БКП от 1928 г., от 1929 година работи в Държавна печатница София, след Деветосептемврийския преврат заема ръководни длъжности в системата на полиграфията в България, автор на спомени[2]

### Б
- Богдановци, български строителен род[3]

### В
- Васил Стоянов (Βασίλειος Στογιάννου), гръцки андартски деец, агент от ІІІ ред[1]

### Г
- Георги Андонов Баджов (1880 – след 1943), македоно-одрински опълченец, 1-ва рота на 10-а прилепска дружина; на 5 март 1943 година като жител на Варна подава молба за българска народна пенсия, която е одобрена и пенсията е отпусната от Министерския съвет на Царство България[4] според документи на МОО е от Баница[5]

### Д
- Димитър Дичев, деец на ВМОРО, войвода на Вишенския център по време на Илинденско-Преображенското въстание[6]
- Дичо Андонов (1882 – 1903), български революционер

### И
- Иван Анастасов (1876 – ?), български революционер
- Иван Г. Константинов (Костадинов, 1880 – ?), македоно-одрински опълченец, 1 рота на 10 прилепска дружина, носител на орден „За храброст“ IV степен[7]
- Иван Чупов, деец на ВМОРО в Солун, съратник на Даме Груев[8]

### К
- Козма Христодулов (Κοσμάς Χριστοδουλίδης), гръцки андартски деец, агент от ІІІ ред[1]
- Коста Богдановски, строител, участвал в строежа на катедралата „Св. Александър Невски“ в София.[9]
- Кръстю Капиданчев (1880 – 1932), български просветен деец
- Ксанто Анастасов (Ξάνθος Αναστασίου), гръцки андартски деец, агент от ІІІ ред[1]

### Л
- Ламбро Капиданчев (1884 – ?), български предприемач
- Ламбро Динков, български учител и революционер от ВМОРО, загинал през Илинденското въстание от 1903 година.[10]

### М
- Михаил Танасов (Μιχαήλ Θανάσης), гръцки андартски деец, агент от ІІІ ред[1]

### Н
- Наум Георгиев Мижов (1865 – ?), македоно-одрински опълченец, 4 рота на 6 охридска дружина, носител на орден „За храброст“ IV степен[11]
- Наум Димитров (1866 – ?), македоно-одрински опълченец, Нестроева рота на 10 прилепска дружина[12]
- Наум Ив. Лазаровски, български съдия[13]
- Никола Илиев (1892 – ?), македоно-одрински опълченец, 3 рота на 2 скопска дружина[14]
- Никола Юруков (1880 – 1923), виден български архитект и революционер

### П
- Пенка Георгиева Конукова (1930 – ?), войник на ДАГ (1947 – 1949),[15] тежко ранена е изпратена на лечение в Полша, откъдето в 1959 година идва в България и със семейството си се установява във Варна, оставя спомени[16]
- Петър Гульов (Πέτρος Γούλιας), гръцки андартски деец, брат на Андрей Гульов, агент от ІІІ ред[1][17]

### С
- Стоян Юруков (1886 – 1916), български революционер, войвода на ВМОРО

### Х
- Христо Л. Юруков (1874 – ?), завърщил медицина във Виенския университет в 1900 година[18]
- Христо Шаманов, македоно-одрински опълченец, 3 рота на 8 костурска дружина, носител на орден „За храброст“ IV степен[19]